# Darīn Kabūd
Darīn Kabūd (persiska: درين كبود) är en ort i Iran.   Den ligger i provinsen Ardabil, i den nordvästra delen av landet, 500 km nordväst om huvudstaden Teheran. Darīn Kabūd ligger 552 meter över havet och antalet invånare är 137.
Terrängen runt Darīn Kabūd är kuperad. Runt Darīn Kabūd är det ganska tätbefolkat, med 93 invånare per kvadratkilometer. Närmaste större samhälle är Germī, 17,6 km väster om Darīn Kabūd. Trakten runt Darīn Kabūd består till största delen av jordbruksmark.